# Нитра (хоккейный клуб)
Хокке́йный клуб «Нитра» (HC Nitra) — профессиональный хоккейный клуб, представляющий одноимённый словацкий город. Выступает в Словацкой экстралиге. Домашняя арена — Нитра Арена — вмещает 5 300 зрителей.

## История
Клуб основан в 1926 году. Первые успехи пришли к команде в конце 80-х годов, когда клуб неплохо выступал в Первой Лиге Чехословакии. С 1993 года клуб выступает в Словацкой экстралиге. Самый большой успех пришёл к команде в сезоне 2005/2006, когда Нитра стала бронзовым призёром чемпионата Словакии, выиграв при этом регулярный сезон.

## Достижения
- Бронзовый призёр чемпионата Словакии 2006.

## Известные игроки
Артур Ирбе

Зигмунд Палффи

Йозеф Штумпел

Штефан Ружичка